# Assane Dioussé
Assane Dioussé El Hadji (Dakar, 20 settembre 1997) è un calciatore senegalese, centrocampista dell'Auxerre.

## Caratteristiche tecniche
Dioussé è un mediano, ben strutturato fisicamente, in grado di svolgere con efficacia entrambe le fasi di gioco.

## Carriera

### Club
Inizia a giocare a calcio nelle giovanili dell'Empoli , che all'età di 13 anni lo aggrega al proprio settore giovanile. Esordisce in prima squadra il 15 agosto 2015 contro il L.R. Vicenza in Coppa Italia. Il 23 agosto esordisce – non ancora maggiorenne – in Serie A in Empoli-Chievo (1-3). Lascia il terreno di gioco al 73', venendo sostituito da  Ronaldo. Termina la stagione con 16 presenze complessive.
Il 31 luglio 2017 passa a titolo definitivo al Saint-Étienne, in Ligue 1. Mette a segno la sua prima rete con i francesi il 14 gennaio 2018 nella gara vinta 2-0 contro il Tolosa. Il 29 gennaio 2019 viene ceduto in prestito con diritto di riscatto al Chievo, in Serie A. Esordisce con i clivensi il 2 febbraio contro l'Empoli (2-2), sua ex squadra.
Il 18 settembre 2020 passa in prestito all'Ankaragücü, nel campionato turco. Il 13 luglio 2022 firma un biennale con l'OFI Creta, sodalizio greco. Il 10 agosto 2023 viene ingaggiato dall'Auxerre, in Ligue 2.

### Nazionale
Dopo aver preso parte ad alcuni incontri con l'Under-20, esordisce in nazionale il 14 novembre 2017 in Senegal-Sudafrica (2-1), gara valida per le qualificazioni alla fase finale dei Mondiali 2018, subentrando all'88' al posto di Alfred N'Diaye. In totale conta 3 presenze con la nazionale senegalese.

## Statistiche

### Presenze e reti nei club
Statistiche aggiornate al 22 aprile 2025.
| Stagione             | Squadra              | Campionato           | Campionato | Campionato | Coppe nazionali | Coppe nazionali | Coppe nazionali | Coppe continentali | Coppe continentali | Coppe continentali | Altre coppe | Altre coppe | Altre coppe | Totale | Totale |
| Stagione             | Squadra              | Comp                 | Pres       | Reti       | Comp            | Pres            | Reti            | Comp               | Pres               | Reti               | Comp        | Pres        | Reti        | Pres   | Reti   |
| -------------------- | -------------------- | -------------------- | ---------- | ---------- | --------------- | --------------- | --------------- | ------------------ | ------------------ | ------------------ | ----------- | ----------- | ----------- | ------ | ------ |
| 2015-2016            | Empoli               | A                    | 15         | 0          | CI              | 1               | 0               | -                  | -                  | -                  | -           | -           | -           | 16     | 0      |
| 2016-2017            | Empoli               | A                    | 33         | 0          | CI              | 2               | 0               | -                  | -                  | -                  | -           | -           | -           | 35     | 0      |
| Totale Empoli        | Totale Empoli        | Totale Empoli        | 48         | 0          |                 | 3               | 0               |                    | -                  | -                  |             | -           | -           | 51     | 0      |
| 2017-2018            | Saint-Étienne        | L1                   | 25         | 1          | CF+CdL          | 1+0             | 0               | -                  | -                  | -                  | -           | -           | -           | 26     | 1      |
| 2018-gen. 2019       | Saint-Étienne        | L1                   | 7          | 0          | CF+CdL          | 2+1             | 0               | -                  | -                  | -                  | -           | -           | -           | 10     | 0      |
| gen.-giu. 2019       | Chievo               | A                    | 14         | 0          | CI              | -               | -               | -                  | -                  | -                  | -           | -           | -           | 14     | 0      |
| 2019-2020            | Saint-Étienne        | L1                   | 4          | 0          | CF+CdL          | 5+1             | 0               | UEL                | 1                  | 0                  | -           | -           | -           | 11     | 0      |
| ago.-set. 2020       | Saint-Étienne        | L1                   | 1          | 0          | CF              | 0               | 0               | -                  | -                  | -                  | -           | -           | -           | 1      | 0      |
| set. 2020-2021       | Ankaragücü           | SL                   | 20         | 0          | TK              | 1               | 0               | -                  | -                  | -                  | -           | -           | -           | 21     | 0      |
| 2021-2022            | Saint-Étienne        | L1                   | 4+1        | 0          | CF              | 2               | 0               | -                  | -                  | -                  | -           | -           | -           | 7      | 0      |
| Totale Saint-Étienne | Totale Saint-Étienne | Totale Saint-Étienne | 41+1       | 1          |                 | 12              | 0               |                    | 1                  | 0                  |             | -           | -           | 55     | 1      |
| 2022-2023            | OFI Creta            | SL                   | 26+7       | 2+1        | CG              | 1               | 0               | -                  | -                  | -                  | -           | -           | -           | 34     | 3      |
| 2023-2024            | Auxerre              | L2                   | 34         | 0          | CF              | 3               | 0               | -                  | -                  | -                  | -           | -           | -           | 37     | 0      |
| 2024-2025            | Auxerre              | L1                   | 13         | 0          | CF              | 1               | 0               | -                  | -                  | -                  | -           | -           | -           | 14     | 0      |
| Totale Auxerre       | Totale Auxerre       | Totale Auxerre       | 47         | 0          |                 | 4               | 0               |                    | -                  | -                  |             | -           | -           | 51     | 0      |
| Totale carriera      | Totale carriera      | Totale carriera      | 204        | 4          |                 | 21              | 0               |                    | 1                  | 0                  |             | -           | -           | 226    | 4      |

### Cronologia presenze e reti in nazionale
| Cronologia completa delle presenze e delle reti in nazionale ― Senegal | Cronologia completa delle presenze e delle reti in nazionale ― Senegal | Cronologia completa delle presenze e delle reti in nazionale ― Senegal | Cronologia completa delle presenze e delle reti in nazionale ― Senegal | Cronologia completa delle presenze e delle reti in nazionale ― Senegal | Cronologia completa delle presenze e delle reti in nazionale ― Senegal | Cronologia completa delle presenze e delle reti in nazionale ― Senegal | Cronologia completa delle presenze e delle reti in nazionale ― Senegal |
| Data                                                                   | Città                                                                  | In casa                                                                | Risultato                                                              | Ospiti                                                                 | Competizione                                                           | Reti                                                                   | Note                                                                   |
| ---------------------------------------------------------------------- | ---------------------------------------------------------------------- | ---------------------------------------------------------------------- | ---------------------------------------------------------------------- | ---------------------------------------------------------------------- | ---------------------------------------------------------------------- | ---------------------------------------------------------------------- | ---------------------------------------------------------------------- |
| 14-11-2017                                                             | Dakar                                                                  | Senegal                                                                | 2 – 1                                                                  | Sudafrica                                                              | Qual. Mondiali 2018                                                    | -                                                                      | 88’                                                                    |
| 23-3-2018                                                              | Kota Bharu                                                             | Senegal                                                                | 1 – 1                                                                  | Uzbekistan                                                             | Amichevole                                                             | -                                                                      |                                                                        |
| 17-11-2018                                                             | Bata                                                                   | Guinea Equatoriale                                                     | 0 – 1                                                                  | Senegal                                                                | Qual. Coppa d'Africa 2019                                              | -                                                                      | 76’                                                                    |
| Totale                                                                 |                                                                        | Presenze                                                               | 3                                                                      |                                                                        | Reti                                                                   | 0                                                                      |                                                                        |

## Palmarès

### Club

#### Competizioni nazionali
- Campionato francese di seconda divisione: 1

Auxerre: 2023-2024